# Pongo en tus manos abiertas...
Pongo en tus manos abiertas... es el cuarto álbum de estudio del cantautor chileno Víctor Jara como solista, uno de los máximos representantes de la Nueva Canción Chilena. Fue grabado durante 1969, y publicado ese mismo año por el sello discográfico Jota Jota (posteriormente DICAP). El álbum ha sido reeditado en diversas ocasiones y en distintos países, cambiando en algunas versiones su nombre por el de Te recuerdo Amanda.
Dentro de las canciones presentes se encuentran varios temas compuestos por el mismo Víctor Jara, incluyendo «Te recuerdo Amanda», una de sus canciones más conocidas. También se incluyen canciones tradicionales de El Caribe y México, así como también la versión musicalizada del poema de Pablo Neruda, «Ya parte el galgo terrible». La musicalización de varios temas es acompañada por la agrupación chilena Quilapayún.
En abril de 2008, la edición chilena de la revista Rolling Stone situó a este álbum en el quinto lugar dentro de los 50 mejores discos chilenos de todos los tiempos.

## Versiones
Este álbum posee diversas reediciones, con distintas carátulas, nombres y orden de canciones. La carátula original de Jota Jota muestra una fotografía de sus manos de hombre, maduras y trabajadoras, abiertas hacia adelante. La versión italiana de 1973 cambia el título por Te recuerdo Amanda, añadiendo además el subtítulo Cile Canta e Lotta 3 (en castellano: «Chile canta y lucha 3»), muestra el perfil de Víctor Jara mirando hacia la derecha, y cambia el ordenamiento de las canciones, quedando en el Lado A los temas B3, A3, A2, A4, B6 y A1, y en el Lado B: B2, B1, B4, B5, A5 y A6. Una reedición de 1974 (y posterior en 1994 en CD) muestra una fotografía de Víctor en blanco y negro y alto contraste, tocándose la boca con la mano derecha; la misma de la carátula original del álbum de 1971 El derecho de vivir en paz. Las canciones vuelven a cambiar, quedando el Lado A con el orden B3, A2, A4, A3, A5, A1, mientras que en el Lado B queda conformado por las siguientes nuevas canciones: «Plegaria a un labrador», «Abre tu ventana», «A la molina no voy más», «La partida», «El niño yuntero» y «Vamos por ancho camino». En 1978, las versiones italiana y alemana retoman el orden de las canciones de la edición italiana de 1973 (incluyendo la alemana además los nombres de las canciones en su propio idioma), mientras que la reedición de 2003 en CD, retoma el orden original, agregando las canciones «Plegaria a un labrador» (versión del sencillo), «Cueca de Joaquín Murieta», «Tonada instrumental», «Te recuerdo Amanda», «Plegaria a un labrador» y «El arado» (las cuatro últimas en vivo).

## Lista de canciones

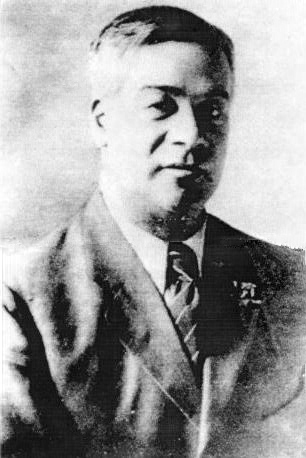
Luis Emilio Recabarren, político chileno de izquierda a quien se le dedica la primera canción del álbum.

Toda la música compuesta por Víctor Jara, salvo que se indique lo contrario. 
| Lado A |                              |                      |          |  |
| N.º    | Título                       | Música               | Duración |  |
| 1.     | «A Luis Emilio Recabarren»   |                      | 2:51     |  |
| 2.     | «A desalambrar»              | Daniel Viglietti     | 1:37     |  |
| 3.     | «Duerme, duerme negrito»     | tradicional caribeña | 2:50     |  |
| 4.     | «Juan sin tierra»            | Jorge Saldaña        | 3:09     |  |
| 5.     | «Preguntas por Puerto Montt» |                      | 2:41     |  |
| 6.     | «"Movil" Oil Special»        |                      | 2:47     |  |
| 15:55  |                              |                      |          |  |

| Lado B |                              |                                    |          |  |
| N.º    | Título                       | Música                             | Duración |  |
| 7.     | «Camilo Torres»              | Daniel Viglietti                   | 3:04     |  |
| 8.     | «El martillo»                | Lee Hays, Pete Seeger, Víctor Jara | 2:49     |  |
| 9.     | «Te recuerdo Amanda»         |                                    | 2:35     |  |
| 10.    | «Zamba del "Che"»            | Rubén Ortiz                        | 3:40     |  |
| 11.    | «Ya parte el galgo terrible» | Pablo Neruda, Sergio Ortega        | 1:51     |  |
| 12.    | «A Cochabamba me voy»        |                                    | 2:28     |  |
| 16:27  |                              |                                    |          |  |

| Bonus track |                                                                        |                                |          |  |
| N.º         | Título                                                                 | Música                         | Duración |  |
| 13.         | «Plegaria a un Labrador» (sencillo con Quilapayún)                     | Víctor Jara, Patricio Castillo | 3:04     |  |
| 14.         | «Cueca de Joaquín Murieta» (del LP Fulgor y muerte de Joaquín Murieta) | Pablo Neruda, Sergio Ortega    | 1:38     |  |
| 15.         | «Tonada instrumental» (en vivo en la Peña de los Parra (1970))         |                                | 1:14     |  |
| 16.         | «Te recuerdo Amanda» (en vivo en la Peña de los Parra (1970))          | Rubén Ortiz                    | 3:06     |  |
| 17.         | «Plegaria a un labrador» (en vivo en la Peña de los Parra (1970))      |                                | 3:32     |  |
| 18.         | «El arado» (en vivo en 1970)                                           |                                | 3:48     |  |
| 16:22       |                                                                        |                                |          |  |

| Lado B alternativo |                                     |                                |          |  |
| N.º                | Título                              | Música                         | Duración |  |
| 7.                 | «Plegaria a un Labrador» (sencillo) | Víctor Jara, Patricio Castillo |          |  |
| 8.                 | «Abre tu ventana»                   |                                | 3:50     |  |
| 9.                 | «A la molina no voy más»            | tradicional peruana            | 3:09     |  |
| 10.                | «La partida»                        |                                | 3:20     |  |
| 11.                | «El niño yuntero»                   | Miguel Hernández, Víctor Jara  | 3:38     |  |
| 12.                | «Vamos por ancho camino»            | Víctor Jara, Leca              | 3:13     |  |
| 20:21              |                                     |                                |          |  |

## Créditos
- Quilapayún: acompañamiento musical
- Toño Larrea: diseño artístico (1969)
- Bernhard Nickel: diseño de cubierta (1978)
- Christel Kauder: traductor castellano-alemán (1978)